# مردمان دریا
| N35 · G1 | N25 · X1 · Z1 · Z1 · Z1 | N35 · G40 | M17 | M17 | Aa15 · D36 | N35A | N36 · N21 |

| N35 · G1 | N25 · X1 · Z1 · Z1 · Z1 | N35 · G40 | M17 | M17 | Aa15 · D36 | N35A | N36 · N21 |

مردمان دریا، نامی است برای کنفدراسیونی از مهاجمان دریانورد که از طریق دریای مدیترانه به سرزمین‌های خاوری مدیترانه مهاجرت و ناآرامی‌هایی سیاسی را رقم زدند. آنها در ابتدا با هیتی‌ها جنگیدند و آنها را به نابودی کشاندند. به شهر های کنعان هجوم برده و آنها را غارت کردند. ایشان کوشیدند تا در زمان دودمان نوزدهم مصر به ویژه در سال هشتم رامسس سوم از دودمان بیستم مصر وارد این سرزمین نیز بشوند یا کنترل آن را در دست بگیرند، اما در تصرف مصر ناموفق بوده و شکست خوردند.